# Rhacophorus minimus
Rhacophorus minimus es una especie de anfibio anuro de la familia Rhacophoridae.

## Distribución geográfica
Esta especie es endémica de la provincia de Guangxi en el sur de la República Popular de China.
Vive en los bosques de hoja perenne sujetos al monzón.

## Descripción
Rhacophorus minimus mide 28 mm para los machos y 37 mm para las hembras.

## Publicación original
- Rao, Wilkinson & Liu, 2006 : A new species of Rhacophorus (Anura: Rhacophoridae) from Guangxi Province, China. Zootaxa, n.º 1258, p. 17-31.[4]